# Burocràcia

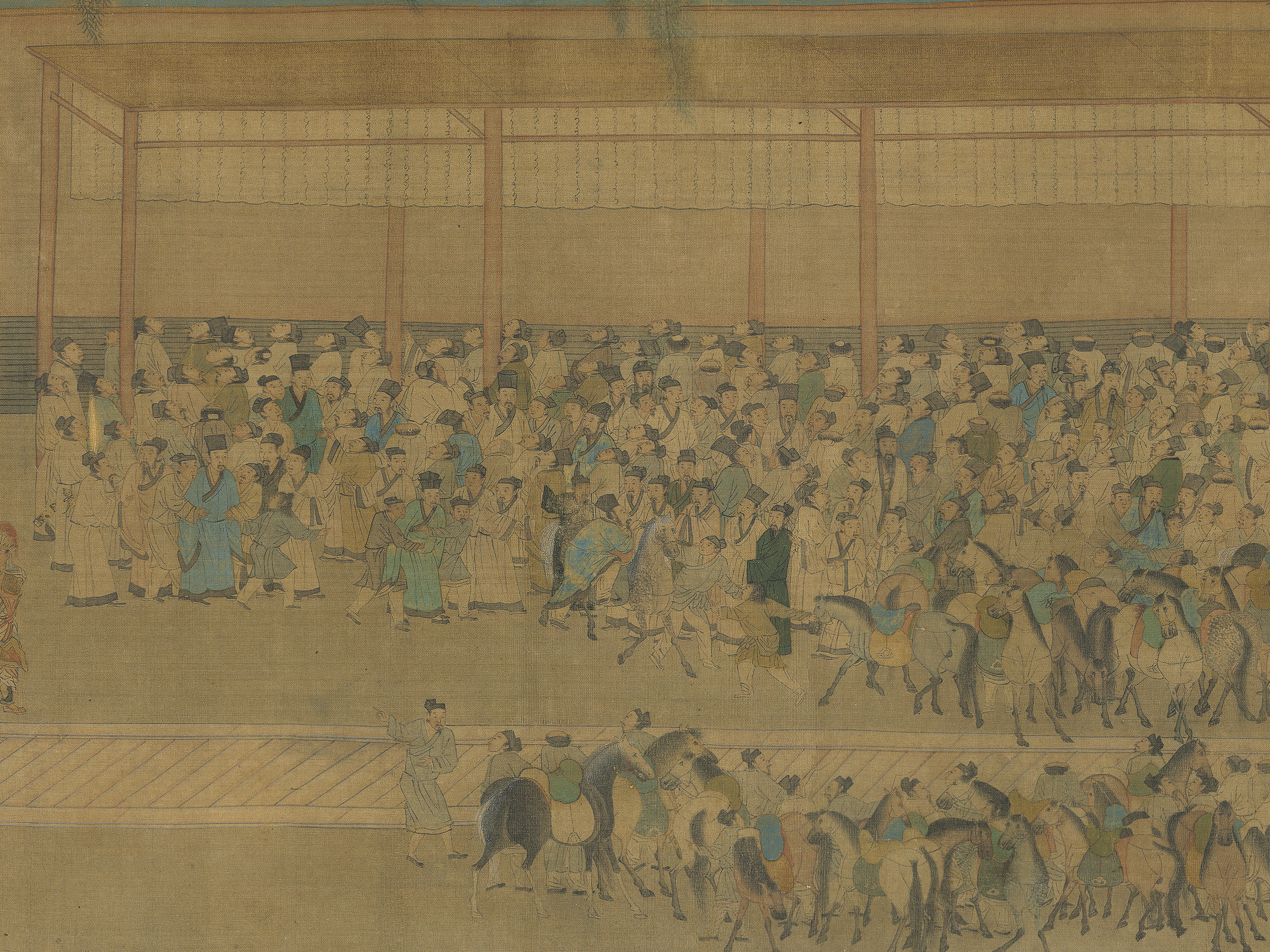
Els estudiants competien en exàmens per rebre una posició en la burocràcia de la Xina Imperial.

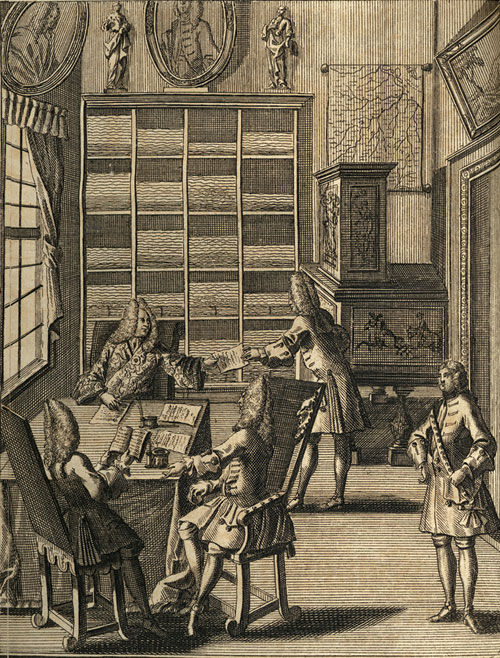
L'administració reial el 1719 a Prússia: una burocràcia.

La burocràcia (literalment el "poder de l'oficina") és el conjunt de tràmits i regles que regulen les societats complexes, provinents de l'administració i de les lleis que s'apliquin en cada cas. Inclou un seguit de tasques especialitzades de gestió, tant del govern com dels serveis civils, una jerarquia i documents que registren els diferents passos i protocols. Usualment s'empra amb un sentit despectiu.

## Aparició de la burocràcia
L'aparició de la burocràcia ve marcada per l'antiguitat en el moment que les cultures com Sumèria, Egipte, Xina i l'Imperi inca van desenvolupar tècniques d'organització i la facilitació de recerca pels documents. En altres cultures quan encara no havien desenvolupat aquestes tècniques els arxius administratius anaven creixent, és per això que sorgien problemes quan calia localitzar un document i no el trobaven. D'aquí neix la burocràcia, en el moment que les nostres cultures passades van veure la necessitat de la construcció d'un òrgan que regulés diferents tasques, gestionés i organitzés per simplificar-nos la vida.

## Evolució de la burocràcia
El que eren servidors domèstics del príncep, amb la concentració del poder amb l'absolutisme van derivar i fomentar la creació d'aparells administratius públics, en bona part amb una funció recaptadora per pagar les guerres de les monarquies europees. El procés de consolidació de la burocràcia s'inicia al llarg de la decadència de la societat medieval i es reforça en l'administració que representa l'època tardana de l'absolutisme, complementat amb les revolucions nacionals del segle XIX, fins a arribar als nostres dies en què l'Administració es transforma.
Es poden distingir tres fases en el desenvolupament de les burocràcies modernes:
- Època absolutista, quan sorgeixen les burocràcies com a cossos de funcionaris assalariats i amb una estructura jeràrquica.
- Període liberal, es mantenen les burocràcies dels antics règims, tot i que en un marc d'estat de dret, en règims oligàrquics liberals on el poder és a les mans de grups reduïts de classe social determinada, amb sufragi limitat. Es manifesta una centralització jeràrquica en els sistemes administratius, amb una activitat regulada per normes, a diferència de l'anterior règim on depenia del monarca. Els funcionaris passen a considerar-se servidors de l'estat, amb estructures administratives per a l'exercici del poder.
- Democràcia de masses, es mantenen els aspectes principals de l'estructura burocràtica absolutista i liberal, ara es consideren funcionaris públics al servei d'unes administracions públiques. Representa el pas a un Estat que presta serveis al conjunt de la població.[8]

## La burocràcia segons Weber
El principal teòric de la burocràcia és el sociòleg alemany Max Weber (1864-1920), que va descriure les característiques ideals de les burocràcies i va oferir una explicació per a l'emergència històrica de les institucions burocràtiques. Segons Weber, els trets definitoris de la burocràcia la distingeixen clarament d'altres tipus d'organitzacions, i va observar que l'avantatge de la burocràcia era que era la forma d'organització més competent tècnicament, posseïnt experiència especialitzada, certesa, continuïtat i unitat.
Com a concepte general, burocràcia per Weber significa administració per part de funcionaris, existent ja en imperis antics com el de la Xina, l'antic Egipte o l'Imperi Romà. Com a tipus ideal, la burocràcia la relaciona amb l'Estat modern i suposa l'aparell administratiu racional-legal.
La burocràcia segons Weber es basa en una racionalitat organitzada per lleis i reglaments que afecten tant els posseïdors del poder, l'aparell administratiu i a la comunitat sobre la qual s'exerceix. Es caracteritza per una estructura jeràrquica i disciplinada, amb sistema de divisió del treball formalitzat, procediments estandarditzats seguint un patró. L'accés al funcionariat es produeix per concurs lliure que n'asseguri l'aptitud i competència i una vegada en exercici tenen garantida la seva continuïtat. El paper del funcionari és actual d'igual manera, en una mateixa situació, indistintament de la persona.
Pel desenvolupament de la burocràcia Weber teoritza que cal una economia monetària que estabilitzi els sistemes administratius, veu en el capitalisme una economia que estabilitza la burocràcia amb el pagament de salaris als funcionaris. El sistema multiplica les tasques administratives estatals, cada vegada amb estructures més complexes, pel qual veu necessària la burocràcia, amb mitjans materials estatals, concentrada en els qui tenen el poder. El procés de democratització amb igualtat jurídica i formal dels ciutadans enfront de la llei ha de permetre l'accés a qualsevol persona competent a l'Administració, per tant, l'anivellació de les diferències econòmiques i socials genera la democratització política i reforça la burocratització estatal, caracteritzada per la seva superioritat tècnica davant les formes orgàniques anteriors. La burocràcia està subordinada a una autoritat no burocràtica, com la d'un estat, un partit i no té un poder autònom. La relació entre democràcia i burocràcia és ambigua, ja que tot i que aquesta es consolida amb el procés democràtic, la mateixa democràcia rebutja el poder en mans dels buròcrates. El model burocràtic ideal per a Weber, seria la d'una fase política que culmina amb la decisió i una fase tècnica i administrativa que executa les decisions dels polítics. Per tant, els errors en les polítiques es deuen a errades en la formulació per part dels polítics o bé errades en l'actuació ineficaç, en aquest cas en serien responsables els buròcrates. Tanmateix, la realitat s'allunya de model on el buròcrata actua amb neutralitat i les disfuncions s'han anat incorporant als models neoburocràtics, amb augment de pes dels tècnics especialistes, personal consultiu i complicació de les línies d'autoritat.
Convé destacar el terme Macht, que es pot traduir per “poder”, i segons la definició de Weber seria equivalent a una relació amb èxit en la imposició de la voluntat d'una persona sobre una altra. Aquest concepte es distingeix del Herrschaft, que vol dir “autoritat” o relació de govern que es compleix quan hi ha una persona que mana sobre altres, en les relacions polítiques, exigeix de forma habitual l'existència d'un aparell administratiu o un grup social organitzat. Aquests dos aspectes formen part del poder polític, practicat per les instàncies burocràtiques.

### Crítiques al model de Weber
El model de Weber es refereix a la burocràcia de l'Estat, i a un model diferent del de l'Estat contemporani, amb organitzacions separades i amb diferents organitzacions territorials.
El model burocràtic de Weber ha estat criticat per la suposada superioritat tècnica de la burocràcia, autors com Kliksberg, manifesta que la burocratització genera un baix rendiment i rutinització, i provoca un clima opressiu de tensió social. Per la seva part, Veblen en critica la falta d'adaptació als canvis. Les disfuncions en el cas que l'aplicació de les regles directrius de l'organització burocràtica i que fins i tot poden arribar a finalitats diferents de les perseguides són analitzades per Merton.

## Poder polític i burocràcia
El poder polític necessita una administració pel seu exercici. La burocràcia sorgeix perquè hi ha necessitats reguladores per la instrucció del poder polític que ho justifiquen. Els diferents òrgans administratius que funcionen com un aparell burocràtic, per l'exercici de l'autoritat, són en general, distingibles i funcionalment independents. El risc és que es pot anar produint un desplaçament del poder polític cap a les instàncies burocràtiques, el pes de les quals en el procés de presa de decisions tendeix a ocupar l'espai de la representació política. Per superar la rigidesa burocràtica i la incapacitat d'adaptació als entorns canviants, els projectes de modernització administrativa, amb nous models d'organització, posen l'èmfasi en resoldre la insatisfacció per la ineficàcia burocràtica amb noves idees de receptivitat i servei als ciutadans.

### Reptes per transformar l'administració pública
Els nous reptes pels serveis públics i la supervivència de l'estat del benestar i contribuir a la millora dels estàndard de confort de la ciutadania demanen dissenyar uns organismes públics amb elevada capacitat innovadora i que evitin la paralització per un excés de regles burocràtiques i corporativistes. L'envelliment de la població suposa un sobrecost i preveure una renovació dels models de gestió i un increment de la productivitat en els serveis, així com canvis organitzatius. La gestió pública de la intel·ligència artificial, digitalització i automatització dels processos. L'impacte de la globalització també altera els models d'organització territorial de les organitzacions públiques, amb més influència de les institucions macroregionals.

## Burocràcia industrial
En l'àmbit de l'organització la burocràcia és una tendència històrica que suposa l'encarnació de la racionalitat. Per Weber, de la mateixa forma que la racionalització de l'economia suposa el capitalisme, amb la rutina del comportament cercant el guany, la racionalització de l'administració ens porta cap a la burocràcia. La burocràcia, malgrat totes les seves limitacions, és la forma més eficient de les organitzacions complexes per aconseguir una gestió òptima. Es caracteritza per tenir una distribució prefixada d'activitats amb un elevat grau d'especialització, llocs de treball jerarquitzats, regles abstractes que permeten la realització i coordinació de les activitats, impersonalitat formal en el tracte, tant en les relacions internes com amb les relacions amb l'exterior. A més el personal administratiu, servint l'organització i els empleats triats per qualificació tècnica. Aquesta forma d'organització burocràtica no s'ha donat només a l'administració pública, sinó també a la indústria, ja que serveix per a les necessitats de la producció a gran escala, com les progressives exigències administratives, especialització amb unes normes estrictes, coneixements tècnics especialitzats, tecnologia mecanitzada, planificació i gestió continuada del personal. A totes les estructures d'unes certes dimensions la forma bàsica d'organització és burocràtica. La lògica del comportament administratiu ve determinada per uns processos burocràtics, que tenen lloc al si de l'organització.
Es poden produir una sèrie de disfuncions amb l'aplicació burocràtica, com poden ser que la rutina s'oposa o impedeix els canvis, impediment de prendre noves iniciatives, desatenció al client, manca d'al·licient.